# Freycinetia tessellata
Freycinetia tessellata är en enhjärtbladig växtart som beskrevs av Elmer Drew Merrill och Lily May Perry. Freycinetia tessellata ingår i släktet Freycinetia och familjen Pandanaceae. Inga underarter finns listade.